# یوری هاروتیونیان
یوری آرشاکی هاروتیونیان (ارمنی: Յուրի Արշակի Հարությունյան؛  ۲۵ مارس ۱۹۴۴ – ۲۳ اوت ۲۰۱۹) یک بازیگر اهل ارمنستان بود. وی بین سال‌های - تا - میلادی فعالیت می‌کرد.

## زندگی‌نامه
وی در ۲۵ مارس ۱۹۴۴ در گالاتسی به دنیا آمد و از کنسرواتوار دولتی کومیتاس ایروان فارغ‌التحصیل شد. وی در آرمن‌فیلم فعالیت می‌کرد. وی همچنین برندهٔ جوایزی همچون چهره هنری شایسته جمهوری ارمنستان (۲۰۱۲) شده است. وی در ۲۳ اوت ۲۰۱۹ در سن ۷۵ سالگی در ایروان درگذشت.

## یادداشت
1. ↑  դասական երաժշտություն